# Трутовский, Владимир Константинович
Владимир Константинович Трутовский (28 февраля 1862, Петербург, Российская империя — 14 декабря 1932, Москва, СССР) — русский и советский востоковед, историк, музейный работник и нумизмат.

## Биография
Родился 28 февраля 1862 года[по какому календарю?] в Санкт-Петербурге в семье художника К. А. Трутовского. Всё детство провёл в имении отца, находившееся в Курской губернии. В 1885 году окончил гимназический класс при Лазаревском институте восточных языков и поступил в учебное отделение Азиатского департамента МИДа; также был слушателем лекций в Археологическом институте.
С 1887 года служил в Московском главном архиве; с 1898 года — в Оружейной палате, был хранителем (фактически — директором) Дома бояр Романовых и занимал эту должность до 1924 года.
Был председателем Московского нумизматического общества (1889—1898, 1904—1919) и председателем Московского общества любителей книжных знаков. Преподавал нумизматику в Московском археологическом институте.
С 1921 по 1924 год занимал должность проректора Института востоковедения. В 1922—1930 годах — профессор археологического отделения МГУ.
Член-корреспондент и действительный член Московского археологического общества.
Скончался 14 декабря 1932 года в Москве. Похоронен на Дорогомиловском кладбище (могила не сохранилась с упразднением кладбища).

## Избранная библиография
- Гулистан, монетный двор Золотой Орды — М., 1911;
- К вопросу о русских национальных цветах и о типе государственного знамени России — М., 1911;
- Денежная запись 1532 г. — М., 1915;
- У.Г. Иваск и книжные знаки его работы — М., 1919;
- Алтын, его происхождение, история, эволюция: экскурс в историю древних русских ценностей — М., 1928.